# Three Chinese Lyrics
Three Chinese Lyrics (укр. Три китайські вірші) — музичний твір композитора Бена Джонстона, написаний 1955 року.
Three Chinese Lyrics — музичний твір американського композитора Бена Джонстона, написаний 1955 року для сопрано та двох скрипок. Він заснований на текстах трьох віршів китайського поета VIII століття Лі Бо, що увійшли до збірки перекладів Езри Паунда Cathay (1915). Бен Джонстон був знайомий із творчістю Лі Бо раніше: його твори перекладав на музику композитор-авангардист Гаррі Парч, учнем якого Джонстон був на початку 1950-х років, а його дружина Бетті Джонстон співала пісню Лі По «The Jewel Stair's Grievance» під акомпанемент гітари.
Three Chinese Lyrics відрізняються від попередньої творчості Бена Джонстона. Якщо раніше він писав неокласичні композиції, то в цьому творі більше експериментував зі звучанням. На відміну від аранжування струнних, типового для танцювальних композицій, тут Джонстон зробив скрипки повноправними учасниками твору, настільки ж важливими, як і вокал. Його композиторський стиль змінився: дослухавшись до критики його балету St. Joan, Джонстон став вживати менше інструментів та писати менше нот. Робота зі струнними, які раніше він використовував нечасто, вплинула на його подальшу творчість, зокрема, стала передвісником десяти струнних квартетів.

Твір складається з трьох частин: «The Jewel Stairs' Grievance» (укр. Скарга на коштовні сходи), «Taking Leave of a Friend» (укр. Прощання з другом) та «Lament of the Frontier Guard» (укр. Плач прикордонника). На думку музикознавиці Хайді фон Гунден, він суттєво відрізняється від попередніх пісень Джонстона («somewhere I have never travelled» або «Le Gout de Néant»), але є набагато успішнішим та зрілішим попри експериментальний характер твору: «Частково успіх пісень полягає в їх чутливості до текстів. Музика — це не переклад вірша, як це буває при словесному малюванні, а виразне викладення змісту тексту.» Фон Гунден називала «Три китайські вірші», «Гертруду» та «Септет» найбільш значними творами раннього Бена Джонстона.
1. The Jewel Stairs' Grievance на YouTube
2. Taking Leave of a Friend на YouTube
3. Lament of The Frontier Guard на YouTube

Прем'єра Three Chinese Lyrics відбулася 28 листопада 1959 року на Форумі композиторів, що проходив в бібліотеці Donnell Library в Нью-Йорку. Виконали твір солістка Маріанна Вельтманн (сопрано), Гомер Шмітт та Бернард Гудмен (скрипки). 1993 року запис твору вийшов на альбомі Бена Джонстона та ансамблю Music Amici Ponder Nothing у виконанні Дори Оренштайн (сопрано), Марті Світ та Метью Реймонді (скрипки).